# Ville-la-Grand
Ville-la-Grand település Franciaországban, Haute-Savoie megyében. Lakosainak száma 9196 fő (2022. január 1.). Ville-la-Grand Ambilly, Annemasse, Cranves-Sales, Juvigny, Puplinge és Presinge községekkel határos.

## Népesség
A település népessége az elmúlt években az alábbi módon változott:
| Lakosok száma | 8351 | 8599 | 8785 | 8802 | 8926 | 9050 | 9031 | 9169 | 9196 |
|               | 2013 | 2015 | 2016 | 2017 | 2018 | 2019 | 2020 | 2021 | 2022 |